# Astragalus unifoliolatus
Astragalus unifoliolatus är en ärtväxtart som beskrevs av Aleksandr Andrejevitj Bunge. Astragalus unifoliolatus ingår i släktet vedlar, och familjen ärtväxter. Inga underarter finns listade i Catalogue of Life.